# Broedertwist (Tolkien)
De Broedertwist is een fictieve burgeroorlog uit J.R.R. Tolkiens werk In de ban van de ring.
De Broedertwist vond plaats in Gondor en begon in het jaar 1437 van Derde Era. Vervolgens sleepte de strijd zich nog tien jaar voort. De oorzaak van de Broedertwist moet gevonden worden in de betrekkingen die Gondor in de eeuwen daarvoor had aangeknoopt met de Noordmannen van Rhovanion. Van oudsher waren de banden tussen Gondor en Rhovanion erg hecht en voor een lange tijd waren de Noordmannen onderdanen van Gondor geweest. Rómendacil II, die van 1304 tot 1366 over Gondor heerste, zond zijn zoon en erfgenaam Valacar als ambassadeur naar Rhovanion, dat zich had ontwikkeld tot een machtig rijk. Daar werd de jonge prins verliefd op Vidumavi, de dochter van koning Vidugavia. Het huwelijk dat volgde verstevigde de banden tussen Rhovanion en Gondor, maar zette kwaad bloed bij veel Gondorianen. Zij vreesden dat de zuiverheid van het Númenoreaanse bloed, verantwoordelijk voor de grote kracht van de Dúnedain, door huwelijken met 'mindere Mensen' zou worden aangetast.
Uit het huwelijk tussen Valacar en Vidumavi werd Vinitharya geboren. Tegen het einde van Valacars regeerperiode nam de onrust in de kustprovincies, die het verst van Rhovanion waren verwijderd, toe. In 1432 stierf Valacar en Vinitharya besteeg onder de naam Eldacar de troon van Gondor. Gedurende de eerste jaren van Eldacars regering leken alle provincies zijn heerschappij te accepteren, maar onderhuids nam de onrust over de half-Númenoreaanse afstamming van de koning toe. In 1437 ontstond er een muiterij in de vloot van Gondor die werd geleid door Castamir, de admiraal van Gondors vloot en een verre neef van Eldacar. Castamirs opstand kreeg snel aanhang onder de kustprovincies en onder tegenstanders van huwelijken met mindere Mensen. Binnen het jaar liepen Castamirs troepen Gondor onder de voet en hij nam de troon in bezit. Hij kreeg de bijnaam de Usurpator. Toen Castamirs troepen de hoofdstad Osgiliath innamen staken ze de stad in brand. De Citadel van de Sterren werd vernietigd en de palantír van de stad verdween in de Anduin om nooit meer teruggevonden te worden. Vervolgens doodde Castamir Ornendil, de oudste zoon van Eldacar. Tien jaar lang regeerde Castamir op wrede wijze Gondor terwijl Eldacar uitweek naar zijn geboorteland Rhovanion. Daar vergaarde hij steun onder de verwanten van zijn moeder en wachtte hij geduldig zijn kans af.
In het jaar 1447 was de heerschappij van Castamir zeer impopulair geworden, vooral onder de inwoners van Anórien en andere landinwaarts gelegen provincies. Eldacar besloot dat de tijd rijp was om zijn troon te heroveren en verkreeg snel steun onder de bevolking van Anórien. Castamir ontvluchtte Osgiliath zuidwaarts in de richting van de havenstad Pelargir. Bij de rivier de Erui kwam het tot een grote veldslag tussen Castamir en Eldacar, de Slag van de Oversteekplaatsen van de Erui. In de veldslag werd Castamir door Eldacar persoonlijk gedood, waarna Eldacars leger het beleg sloeg voor Pelargir, waar de zonen van Castamir hun toevlucht hadden gezocht. Uiteindelijk maakten zij zich meester van het grootste gedeelte van Gondors vloot, waarmee ze naar Umbar zeilden. Daar vermengden zij zich met de lokale bevolking en werden ze leider van de Kapers van Umbar. Deze kapers zouden tot en met de Oorlog om de Ring de kusten van Gondor onveilig maken.
De Broedertwist was een zware aderlating voor Gondor. In de strijd tussen Eldacar en Castamir waren veel gevierde krijgers met zuiver Númenoreaans bloed omgekomen waardoor de kracht van Gondor danig was aangetast. Door het verlies van de vloot werd de mogelijkheid van Gondor om de heerschappij over Harad en Umbar te handhaven weggenomen en het verval, dat al onder Atanatar II was begonnen, raakte in een stroomversnelling. Eldacar heerste nog tot 1490 over Gondor en werd opgevolgd door zijn zoon Aldamir.